# Zoanthidae
Famille
Les Zoanthidae sont une famille de cnidaires (coraux) de l'ordre des Zoantharia, appelés « zoanthides ».

## Liste des genres
Selon World Register of Marine Species (10 mars 2019) :
- genre Acrozoanthus Saville-Kent, 1893
- genre Isaurus Gray, 1828
- genre Zoanthus Lamarck, 1801

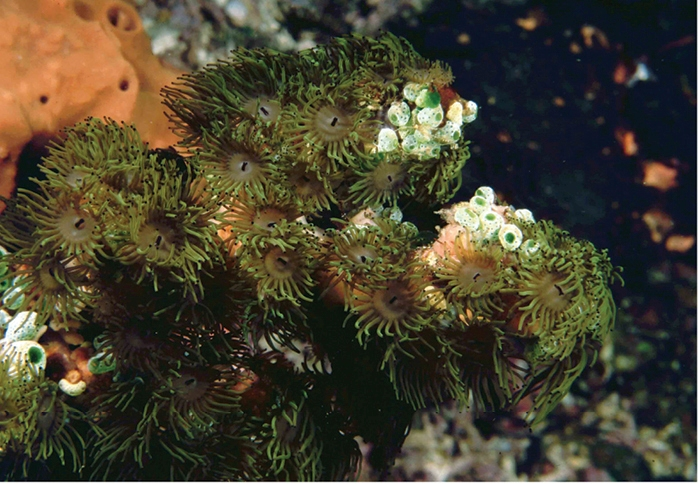
Acrozoanthus australiae
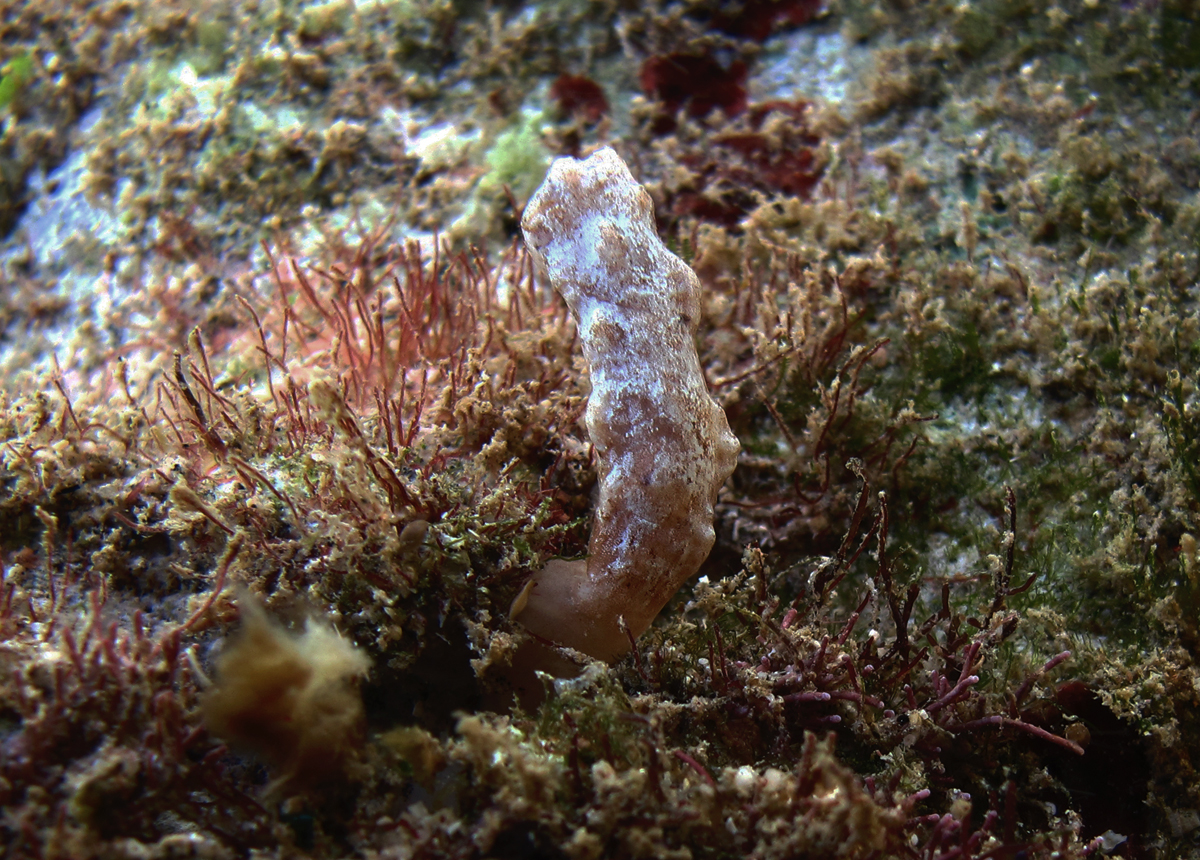
Isaurus tuberculatus (rétracté)
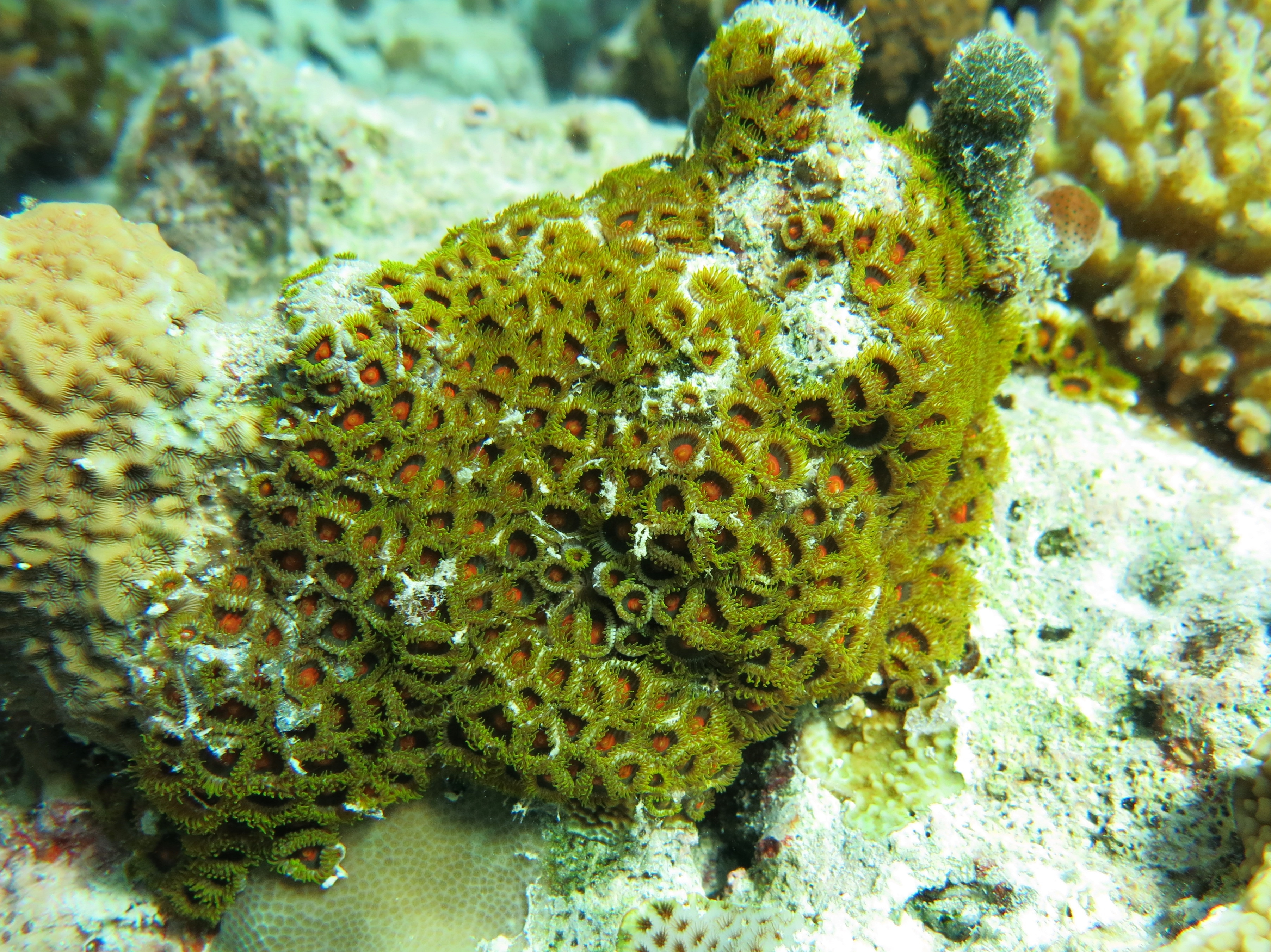
Zoanthus mantoni